# Maska Agamemnona
Maska Agamemnona – złota maska pośmiertna z późnej epoki brązu (ok. XVI w. p.n.e.), odnaleziona przez niemieckiego archeologa amatora Heinricha Schliemanna (1822–1890) w jednym z grobów na terenie starożytnych Myken. Maska była błędnie utożsamiana z maską Agamemnona – mitycznego króla Argolidy i dowódcy wojsk greckich w wojnie trojańskiej – stąd jej nazwa.
Obecnie (2019) artefakt znajduje się w zbiorach Narodowego Muzeum Archeologicznego w Atenach.

## Historia
Maska została odkryta w 1876 roku przez niemieckiego archeologa amatora Heinricha Schliemanna (1822–1890), pracującego dla Archeologicznego Towarzystwa Aten, które prowadziło prace badawcze na terenie starożytnych Myken . Maska była jedną z pięciu złotych masek pośmiertnych odnalezionych w grobach okręgu A, które prawdopodobnie były maskami władców . Maska została odkryta w południowej części grobowca szybowego V .
W telegramie o odkryciu Schliemann miał napisać: „Spojrzałem w twarz Agamemnona”. Maska była błędnie utożsamiana z maską Agamemnona – mitycznego króla Argolidy i dowódcy wojsk greckich w wojnie trojańskiej – stąd jej nazwa .
W drugiej połowie XX wieku autentyczność maski Agamemnona była kwestionowana – obiekt znacznie różniący się od innych znalezionych masek nie był poddany specjalistycznym badaniom . Najnowsze badania potwierdziły jego autentyczność , lecz datują go na ok. XVI wiek p.n.e. , okres wcześniejszy niż czasy wojny trojańskiej.
Obecnie (2019) artefakt (o oznaczeniu NM 624) znajduje się w zbiorach Narodowego Muzeum Archeologicznego w Atenach . Maska nazywana jest czasem Moną Lisą prehistorii.

## Opis
Jest to wykonany ze złotej blachy wizerunek mężczyzny z brodą i wąsami. Gruba blacha została najpierw ukształtowana poprzez uderzanie młotkiem, a następnie wytłoczono na niej detale twarzy zmarłego .
Przedstawione rysy twarzy oddają indywidualny charakter zmarłego: wydłużoną twarz, szerokie czoło, długi nos i zaciśnięte usta . Brwi, wąsy i broda zaznaczone są równoległymi liniami . Dwa otwory w pobliżu uszu służyły do umocowania maski na twarzy zmarłego przy pomocy sznurków .
Maska ma 17 cm wysokości i 25 cm szerokości, waży 168,5 g .